# Martin Fenin
Martin Fenin [ˈmarcin ˈfɛɲin] (* 16. April 1987 in Cheb) ist ein tschechischer Fußballspieler und Spielerscout.

## Vereinskarriere
Martin Fenin begann mit dem Fußballspielen im Alter von sieben Jahren beim FK Teplice. Dort schaffte er mit 16 Jahren im Sommer 2003 den Sprung in die erste Mannschaft. In der Saison 2003/04 wurde er fünfmal eingesetzt und schoss ein Tor. Nach und nach spielte er sich in die Stammformation der Nordböhmen. In der Saison 2006/07 kam er auf 28 Einsätze und schoss vier Tore.
Zum 1. Januar 2008 wechselte Fenin trotz Angeboten von europäischen Spitzenklubs wie Juventus Turin zum Bundesligisten Eintracht Frankfurt. Dort unterschrieb er einen Vertrag bis zum 30. Juni 2012. Die Ablösesumme wurde auf 3,5 Millionen Euro geschätzt.
Bereits in seinem ersten Bundesligaspiel für Eintracht Frankfurt am 2. Februar 2008 gegen Hertha BSC erzielte Fenin drei Tore. Damit stellte er einen Bundesligarekord ein: Vor ihm schafften nur Adhemar (2001), Olaf Marschall (1993), Engelbert Kraus (1964) und Hermann Ohlicher (1973) drei Tore im ersten Bundesliga-Einsatz. Im darauf folgenden Heimspiel am 9. Februar 2008 gegen Arminia Bielefeld gelang ihm ein weiterer Treffer. Zudem wurde er beide Male in die „Mannschaft des Spieltages“ vom Kicker gewählt und war jeweils „Spieler des Spiels“.
Bei der Eintracht wurde Fenin von Trainer Friedhelm Funkel oft nicht im Sturmzentrum, sondern vor allem auf der linken und rechten Außenbahn eingesetzt. In der Hinrunde der Saison 2008/09 fiel er daher auch als Vorbereiter auf, neben vier eigenen Treffern legte er sechs Tore auf.
Ende August 2011 wechselte Fenin zum deutschen Zweitligisten Energie Cottbus. Am 15. Oktober 2011 wurde Fenin aufgrund einer Hirnblutung infolge eines Fenstersturzes ins Krankenhaus eingeliefert. Einige Tage später gab er bekannt, unter Alkohol- und Medikamenteneinfluss gestanden zu haben, unter Depressionsschüben zu leiden und nach seiner Entlassung aus dem Krankenhaus eine therapeutische Behandlung beginnen zu wollen. Im Frühjahr 2015 stellte Fenin klar, dass bei ihm entgegen zahlreicher Medienberichte nie eine Depression oder Alkohol- und Tablettensucht diagnostiziert worden war. Am 19. März 2012 wurde er beim Cottbuser Zweitligaspiel gegen Fortuna Düsseldorf nach fünfmonatiger Abwesenheit erstmals wieder eingewechselt.
Am 16. Januar 2013 wechselte Fenin zurück nach Tschechien zu Slavia Prag. Auch bei Slavia konnte Fenin nicht wieder Fuß fassen. Von Juli bis September 2013 absolvierte der Stürmer fünf Ligaspiele, ohne einen Treffer zu erzielen. Daraufhin wurde er ins Farmteam Admira in die dritte Liga ČFL abgestellt. Dort gelang ihm in drei Spielen ein Tor. Im April 2014 kehrte Fenin als Vertragsamateur zu seinem Jugendverein FK Teplice zurück. In seinem ersten Spiel gelang ihm als Einwechselspieler gleich ein Tor, in vier weiteren Partien kam er ebenfalls von der Bank und blieb ohne weiteren Treffer. Im Sommer 2014 gab er an, ins Ausland wechseln zu wollen, blieb aber zunächst im Kader und absolvierte im Juli 2014 noch zwei Erstligapartien für die Nordböhmen. Am 13. August 2014 wurde Fenins Wechsel zum französischen Zweitliga-Absteiger FC Istres bekannt. 2015 unterschrieb er einen Zweijahresvertrag beim deutschen Drittligisten Chemnitzer FC. Anfang 2016 teilte der CFC mit, dass er nicht mehr mit Fenin plane.
Nachdem er sich bei seinem Heimatverein FK Teplice fitgehalten hatte, ging er im November 2016 zum FC Brünn (U21), den er im Januar 2017 wieder verließ. Später schloss er sich dem FK Varnsdorf an, verließ den Verein zum 1. Januar 2018 aber wieder.
Nach zwei Jahren Pause spielte er ab August 2020 für den unterklassigen FK Řeporyje. Mit 18 Toren für Řeporyje und nach weiteren eineinhalb Jahren ohne Einsatz wechselte er im März 2024 zum ebenfalls unterklassigen TJ ZD Kovářov.

## Nationalmannschaft
Martin Fenin spielte von 2002 bis 2007 für die tschechischen Juniorennationalmannschaften U-16, U-17, U-19 und U-20. Mit letzterer nahm er an der Juniorenweltmeisterschaft 2007 in Kanada teil, bei der Tschechien bis ins Endspiel kam.
Am 22. August 2007 debütierte er im Freundschaftsspiel gegen Österreich in der tschechischen A-Nationalmannschaft. Außerdem stand er bei der Europameisterschaft 2008 im Kader der tschechischen Nationalmannschaft, wurde jedoch nicht eingesetzt.

## Weitere Stationen
Im Dezember 2016 kündigte sein ehemaliger Mitspieler Maik Franz, Assistent der Geschäftsführung des 1. FC Magdeburg, an, dass Fenin zukünftig ehrenamtlich für das Spielerscouting des Drittligisten auf dem tschechischen und slowakischen Markt zuständig sei. In der Saison 2019/2020 endete die Zusammenarbeit.
Im Oktober 2022 gab Fenin bekannt, die Sportart wechseln und zukünftig in Mixed Martial Arts antreten zu wollen. In zwölf Monaten würde er sein Debüt geben. Als Gegner wurde der ebenfalls ehemalige Fußballprofi Kevin Pannewitz angekündigt. Pannewitz selbst vermeldete im September 2023, dass der Kampf nicht stattfinden wird. Gründe dafür nannte er keine. Unter dem Titel „Das letzte Tor von Martin Fenin“ sollte das Vorhaben dokumentiert werden. Erschienen sind jedoch nur zwei Episoden vom Anfang der Vorbereitungen, dazu zwei weitere unter dem Titel „Vom Rasen in den Käfig“.
Wegen einer Schlägerei war Fenin bereits im April 2022 in den Schlagzeilen: Am Rande eines Fußballspiels hatten ihn mutmaßliche Fans des FC Barcelona angegriffen. Dieser Angriff war laut Fenin der Anlass für seinen Wechsel zum Kampfsport, den geplanten Kampf sowie die Dokumentation.
Für weitere Schlagzeilen sorgte Fenin Ende März 2024, nachdem er per Instagram mitgeteilt hatte, einen dreimonatigen Aufenthalt in einer Alkohol-Entzugsklinik abgeschlossen zu haben. Bereits im Juni 2021 hatte Fenin in einem Interview offen über seine Alkoholkrankheit gesprochen und andere Fußballspieler aufgefordert, mentale Probleme nicht zu verdrängen.